# Siham Ouchtou
 (septembre 2024).
Siham Ouchtou est une journaliste marocaine née en 1989 à Ouarzazate.

## Biographie
Née à Ouarzazate en 1989, elle est diplômée en journalisme à l'institut de communication et d'information du Maroc, puis en master journalisme à la Deutsche Welle Academy. Elle a travaillé pour Deutsche Welle, Asharq Al-Awsat,, puis Al Jazeera.